# Les Destins du cœur
Les Destins du cœur (Incantesimo) est une série télévisée italienne à succès en 587 épisodes de 55 minutes, réalisée par Alessandro Cane (it) et Tomaso Sherman et diffusée entre le 8 juin 1998 et 2008 sur Rai Uno et sur Rai Due.
En France, la série a été diffusée à partir du 8 décembre 2003 sur France 2 et rediffusée sur RTL9 puis sur NT1 et Vivolta. En Belgique, elle a été diffusée sur La Une.

## Synopsis
Cette série pleine d’imprévus est centrée autour de plusieurs personnages travaillant pour la clinique Life de Rome, dont celui de Giovanna Medici (Paola Pitagora), directrice de l'établissement, ou celui de Tilly Nardi (Delia Boccardo). D'autres personnages apparaissent au fil des saisons comme celui de Barbara Nardi (Agnese Nano), dans les deux premières, une jeune femme qui pratique la chirurgie esthétique et reconstructive, qui tente de réussir une carrière médicale sans renoncer à sa vie amoureuse et à sa famille, ou celui de l'avocat de la clinique, Michele Massa, interprété par Giorgio Borghetti (it), dans les saisons suivantes.
L’histoire, sur le ton léger d'un feuilleton dans de superbes décors, et sans pesanteur condescendante, aborde de nombreux sujets tels que les ravages de la toxicomanie.

## Distribution
- Alessandra Acciai : Cora Torrini (2000-2001)
- Delia Boccardo (VF : Blanche Ravalec) : Tilly Nardi (1998-2008)
- Giada Carlucci (VF : Laura Préjean) : Gabriella Renzi (1998-2000)
- Valentina Chico (it) (VF : Murielle Naigeon) : Caterina Masi (1998-2003)
- Vanni Corbellini (it) (VF : Thierry Redler) : Thomas Berger (1998)
- Giovanni Guidelli (it) (VF : Lionel Tua) : Roberto Ansaldi / Giuseppe Ansaldi (1998)
- Paolo Malco (VF : René Renot) : Giuseppe Ansaldi (1998-2006)
- Agnese Nano (VF : Isabelle Maudet) : Barbara Nardi (1998)
- Giuseppe Pambieri (it) (VF : Marc Cassot) : Diego Olivares (1998-2007)
- Paola Pitagora (VF : Marie-Christine Darah) : Giovanna Medici (1998-2007)
- Daniela Poggi (VF : Monique Nevers) : Cristina Ansaldi (1998-2006)
- Marco Quaglia (it) (VF : Luc Boulad) : Massimo Nardi (1998-2002)
- Valentina Vicario (it) (VF : Odile Schmitt) : Vera Medici (1998-2003)
- Orso Maria Guerrini (VF : Maurice Sarfati) : Ivano Nardi (1998-2000)
- Ramona Badescu (VF : Élisabeth Fargeot) : Sonja Laris (1998-?)
- Nina Soldano (VF : Magali Barney) : Luciana Galli (1998-?)
- Alessio Boni (VF : Guillaume Lebon) : Marco Oberon (2000-?)
- Warner Bentivegna (it) (VF : Jacques Brunet) : Emilio Duprè (2000-?)
- Laura Nardi (VF : Nathalie Karsenti) : Valeria Duprè (2000-?)
- Linda Batista (it) (VF : Vanina Pradier) : Denise Nascimento (2000-?)
- Hélène Nardini : Rita Oberon (1999-2001)
- Daniela Piazza (it) (VF : Annabelle Roux) : sœur Marie (2000-2001)
- Lorenzo De Angelis (it) (VF : Natacha Gerritsen) : Stefano (2000-2001)
- Vanessa Gravina (VF : Marine Jolivet) : Paola Dupre (2001-2002)
- Giorgio Borghetti (it) (VF : Emmanuel Karsen et François Pacôme) : Michele Massa (2001-2002)
- Kaspar Capparoni (VF : Lionel Melet) : Max Rudolph (2001-2002)
- Emilio Bonucci (it) (VF : Saïd Amadis) : Carlo Giudici (2001-2002)
- Cinzia Veronesi (VF : Céline Duhamel) : Lisa Giudici (2001-2002)
- Lorenza Guerrieri (VF : Michèle Bardollet) : Rossana Morandi (2001-2002)
- Stefano Pesce (it) (VF : Benoît Dupac) : Rocco (2001-2002)
- Barbara Livi (it) (VF : Dominique Westberg) : Martina Morante (2002-2003)
- Lorenzo Flaherty (VF : Damien Boisseau) : Andrea Bini (2002-2003)
- Lorenzo Majnoni (it) (VF : Daniel Beretta) : Ludovico Renzi (2002-2003)
- Micaela Esdra (VF : Francine Lainé) : Rosalba Baroni (2002-2003)
- Elisabetta Pellini (it) (VF : Julie Turin) : Dori Baroni/Lori Baroni (2002-2003)
- Laura Tanziani (VF : Véronique Augereau) : Maria Pia Renzi (2002-2003)
- Renato Mori (it) (VF : Antoine Tomé) : Paolo Bini (2002-2003)
- Raffaele Buranelli (it) (VF : Daniel Lafourcade) : Giorgio Pardieri (2002-2003)
- Valentina Tomada (VF : Naïke Fauveau) : Daria Pardieri (2002-2003)
- Chiara de Bonis (VF : Véronique Desmadryl) : Suny (2002-2003)
- Selvaggia Quattrini (it) (VF : Sybille Tureau) : Diamante (2002-2003)
- Ines Nobili (it) (VF : Valérie de Vulpian) : Gloria Forti (2002-2003)
- Antonia Liskova (VF : Cathy Diraison) : Laura Gellini (2002-2003)
- Nino Castelnuovo (VF : Jean Roche) : Ernesto Longhi (2002-2003)
- Anna Melato (it) (VF : Pascale Jacquemont) : Melli Franca
- Fabio Fulco (it) (VF : Constantin Pappas) : Sergio Fanti
- Duccio Giordano (it) (VF : Thierry Monfray) : Paolo Corradi
- Luisa Marzotto (VF : Caroline Bourg) : Elsa Scotti
- Michele Melga (VF : François Lescurat) : Achille
- Walter Nudo (it) : Antonio Corradi (2004-2006)
- Samuela Sardo (it) : Giulia Donati (2004-2006)
- Marzia Ubaldi (it) (VF : Catherine Artigala) : Amalia Forti
- Caterina Vertova (it) (VF : Catherine Artigala) : Myriam Santi
- Corinne Cléry : Viola Dessi (2005-2007)

## Épisodes
Les huit premières saisons (187 épisodes) étaient diffusées de façon hebdomadaire. Les neuvième et dixième saisons (400 épisodes) ont été diffusées sous forme de soap opera quotidien.